# Nedomyšlená společnost (kniha)
Nedomyšlená společnost je kniha českého sociologa Jana Kellera vydaná poprvé v roce 1992. Autor v knize zaujímá negativní postoj k tvrzení, že současná společnost je rozumná. Na mnoha místech srovnává moderní společnost se společností před nástupem osvícenství a pomocí určitých sociologických fenoménů poukazuje, že se lidská společnost nevyvíjí zcela racionálně dle očekávání osvícenců.

## Hlavní teze
Autor dílo zahajuje tvrzením, že: „… lidé našeho kulturního okruhu jsou po dobu posledních dvou či tří století systematicky přesvědčováni o tom, že společnost, ve které žijí, je vrcholně rozumná.“ V celém díle pak na konkrétních fenoménech (slušnost, rodina, svátky, rituály a rutina a organizace) popisuje, proč je toto přesvědčení společnosti o vlastní rozumnosti chybné. Hlavními důvody je dle Jana Kellera současná nekompatibilita centralizace moci a byrokratizace s iracionálními prvky lidského myšlení a některými socializačními prvky.

### Slušnost
Podle Jana Kellera je slušnost jedním z prostředků k dosažení individuálních cílů v době, kdy násilí přestalo být vždy akceptovatelné. Tato slušnost se vyvíjela na knížecích dvorech a původně platila pro vyšší vrstvy, jejichž sociální a mocenský úspěch byl zcela závislý na přízni panovníka. Pro úspěch museli jednotlivci vystupovat slušně, aby získali vládcovy sympatie. S centralizací moci a byrokratizací mocenské správy došlo k rozšíření slušného vystupování do celé společnosti, kdy se spravovaní tímto chováním snažili získat přízeň úředníků, kteří spravovali jejich záležitosti.
S rozvojem byrokracie moderních států ovšem byrokraté musí k občanům přistupovat nezaujatě. Dochází k odlidštění správy. To vytváří dojem, že slušné chování ve vztahu k moci nedává jednotlivci žádné výhody. Tato skutečnost následně podrývá snahu člověka chovat se slušně, což může být sociálně nebezpečné.

### Rodina
Představitelé moderních států dle autora tvrdí, že rodina je základem státu, a proto o ni musí pečovat. Před nástupem centralizovaného státu zastávala rodina v životě jednotlivce klíčové postavení – zabezpečovala jej ekonomicky, zajišťovala mu ochranu a vzdělání. V moderní společnosti ovšem většinu těchto funkcí přebírá stát, čímž oslabuje smysl rodiny. To je dle autora jeden z důvodů současného rozpadu rodiny. Ve stejnou chvíli ovšem rodina skutečně dle Jana Kellera funguje jako základ státu, protože jednotlivce socializuje a vychovává. Pro stát a moderní společnost je proto nerozumné, aby svým působením podrývaly funkci rodiny, protože tím zároveň podrývají své vnitřní fungování.

### Svátky
Při rozebírání funkce svátků dochází autor k závěru, že svátky společnosti a jednotlivci v historii slouží ke stmelení a k identifikaci jednotlivce s komunitou. Následně rozebírá, proč moderní společnost svátky slaví, jelikož se zdánlivě jedná o iracionální prvek. Společnost se nicméně bez svátků a oslav nadpřirozena nemůže obejít, jelikož tato iracionalita nezpochybnitelně patří k lidskému myšlení.
Stát tedy udržuje svátky proto, aby sdružovaly společnost. V současné době nicméně jejich struktura a organizace ze strany státu společnost nesdružuje, ale naopak individualizuje. (Státní) svátky tedy neslouží svému účelu, nýbrž umožňují jednotlivci spíše únik od společnosti.

### Rituály a rutina
Člověk dle autora není vždy racionální, protože se mu to mnohdy nevyplatí a také je často ovládán emocemi. S iracionalitou souvisí rituály a rutina. Ty představují naučené chování a úkony, které nevyžadují příliš energie. Rituály se od rutiny liší tím, že v sobě obsahují prvek obřadnosti a úcty, který je klíčový a který nenajdeme v rutinním chování. Mj. jsou rituály člověkem prováděny pro uspokojení sociálních a komunikačních potřeb, neboť jsou záležitostí skupinovou.
Osvícenská společnost se některých typů rituálů pokusila zbavit (např. rituálů náboženských), částečně je přetvořila a zároveň nastolila kult individualismu. Jedním z rituálů, který je v současné společnosti zakotven, je rituál vzájemné úcty, kterou si jednotlivci prokazují, protože se uznávají jako rovnocenní. Zároveň ze společnosti částečně vymizel prvek kolektivního uctívání bohů. Tato absence kolektivních rituálů sice dle autora každého povýšila na úroveň bohů, ale zároveň atomizovala společnost a vyvolala v jednotlivcích pocit opuštěnosti. Člověk ovšem potřebuje pocit sounáležitosti, který se vytváří skrze rituály. Proto je mnohdy nucen vyhledávat masové komunity, které provádějí rituály a vytvářejí pocit sounáležitosti. Jedná se především o masová hnutí s jednotícím prvkem rasy, politické ideologie, národa či třídy. Příslušnost k těmto skupinám pak může člověka přivést k iracionálnímu a jemu jinak nepřirozenému chování.

### Organizace
Velké organizace vznikaly souběžně s nástupem osvícenství. To si kladlo za cíl vymyslet systémy, které eliminují nedostatky lidského jednání. Vznik velkých organizací měl vést k zefektivnění lidské správy a práce – byl to především vznik byrokracie, přísně předepsaných pravidel a postupů a hierarchizované správy, které měly vést k odstranění chyb v lidském úsudku a zneužití moci. Jelikož jsou však organizace tvořeny pouze lidmi, tak osoby ve všech vrstvách hierarchie stále postupují iracionálně. Jednotlivé vrstvy a jednotlivci v nich také často soupeří mezi sebou, a to nejen proto, že by následovali své vlastní zájmy, ale také proto, že si kvůli přílišné strukturalizaci nerozumí. To vše vede k zablokování složitých byrokratických procesů a fungování organizací.